# Fontpédrouse
Fontpédrouse (katalanisch Fontpedrosa) ist eine französische Gemeinde mit 122 Einwohnern (Stand 1. Januar 2022) im Département Pyrénées-Orientales in der Region Okzitanien. Sie gehört zum Arrondissement Prades und zum Kanton Les Pyrénées catalanes.

## Lage
In den Pyrenäen, knapp an der Grenze zu Spanien, entspringt der Gebirgsfluss Carança, der nach Norden zur Têt entwässert.
Nachbargemeinden von Fontpédrouse sind Canaveilles im Norden, Thuès-Entre-Valls im Nordosten, Nyer im Osten, Mantet im Südosten, Queralbs und Setcases (Spanien) im Süden, Eyne im Südwesten, Planès im Westen und Sauto im Nordwesten.

## Bevölkerungsentwicklung
| Jahr      | 1962 | 1968 | 1975 | 1982 | 1990 | 1999 | 2013 |
| Einwohner | 243  | 188  | 147  | 108  | 138  | 123  | 131  |

## Sehenswürdigkeiten
- romanische Kirche La Trinité et Sainte-Marie in Prats-Balaguer (11. Jahrhundert)
- Pfarrkirche Saint-Marie
- Pont Séjourné
- Burgruine Prats-Balaguer